# André Beaussier de Châteauvert
Pour les articles homonymes, voir Famille de Beaussier, Beaussier et Châteauvert (homonymie).
André de Beaussier de Châteauvert, né le 3 janvier 1698 à Toulon et mort le 29 mai 1774 à Toulon, est un officier de marine français du XVIIIe siècle. Il termine sa carrière dans la Marine royale avec le grade de chef d'escadre des armées navales et chevalier de Saint-Louis.

## Biographie

### Origines et famille
André de Beaussier appartient à la famille de Beaussier, originaire de Provence, rattachée selon certains auteurs et sans preuves à une famille de Beaussier que l'on trouve au XIIIe siècle. La filiation prouvée remonte à 1560 pour une branche éteinte d’abord condamnée pour usurpation de noblesse puis maintenue noble en 1700 et 1706, et à 1617 pour la branche de Châteauvert, anoblie en 1760 selon l’édit de 1750 sur la noblesse militaire (3 générations successives de chevaliers de Saint-Louis). « Depuis 1666, ils portent le patronyme qui est le plus répandu dans la marine royale. Sortis d'un maître d'équipage au temps de Louis XIV, ils donnent trois chefs d'escadre entre 1764 et 1789. La marine leur a procuré la noblesse en 1760 avec trois générations successives de chevaliers de Saint-Louis (…) Beaussier de Châteauvert, roturier jusqu'à l'âge de 36 ans, vient siéger aux État-généraux comme député de la noblesse de Normandie. ». Elle a donné à la Marine royale dix-huit officiers dont trois officiers navigants et deux au service des ports, à la fin du XVIIe siècle.
Il est le fils aîné de Louis de Beaussier, capitaine de vaisseau, et de dame Claire Portanier. Son frère cadet, Louis-Joseph de Beaussier de l'Isle, servira comme lui dans la Marine, et parviendra également au grade de chef d'escadre.
Il épouse en 1723, Marie Giraldy de Piosin-Montauban (1697-1741), sœur de Joseph Giraudy de Piosin, chef d'escadre. Les enfants issus de ce mariage sont:
- Louis-André (mort en 1789), chef d'escadre
- Pierre-André, capitaine de vaisseau, chevalier de Saint-Louis
- Marie-Anne-Louise
- Marie-Gabrielle
- Thérèse, elle épouse en décembre 1767, M. de La Poype de Vertrieu, futur chef d'escadre

### Carrière dans la Marine royale
Il entre dans la Marine royale et intègre une compagnie de gardes de la Marine à Toulon en 1713, à l'âge de quinze ans. Il opte pour le service de port et s'acquiert une bonne réputation en tant qu'officier de port et, en 1756, au début de la guerre de Sept Ans, il est chargé par le ministre de la Marine Machault d'Arnouville de l'armement de cinq vaisseaux à Toulon. Il reçoit à cette occasion une lettre de félicitations et d'éloges de ce ministre, et le Roi, satisfait de ses services, lui permet, l'année suivante de servir en qualité de capitaine de vaisseau et lui accorde en même temps une pension de 1 500 livres sur le budget de la marine.
Il est nommé chevalier de Saint-Louis le 3 septembre 1764, l'année de sa retraite qu'il prend avec les provisions de chef d'escadre. Il meurt à Toulon le 29 mai 1774, à l'âge de quatre-vingts ans. Son corps est inhumé dans le caveau de sa famille, en l'église des pères Minimes.

### Sources et bibliographie
- Gustave Chaix d'Est-Ange, Dictionnaire des familles françaises anciennes ou notables à la fin du XIXe siècle, vol. 3, 1904 (lire en ligne), p. 205-207
- Michel Vergé-Franceschi, Marine et Révolution. Les officiers de 1789 et leur devenir, Histoire, économie & société, 1990 (lire en ligne), p. 262
- Jacques Aman, Les officiers bleus dans la marine française au XVIIIe siècle, Librairie Droz, 1976 (lire en ligne), p. 129
- Ludovic de Magny, Le nobiliaire universel, Institut Héraldique, 1836 (lire en ligne), p. 217-218
- Artefeuil et Louis Ventre, Histoire héroïque et universelle de la noblesse de Provence, vol. 3, Imprimerie de la veuve Girard, 1786 (lire en ligne), p. 41-42